# Crews Hill
Crews Hill – wieś w Anglii, w hrabstwie Wielki Londyn, leżąca w gminie Enfield. Leży 18,4 km od Londynu. W 2015 miejscowość liczyła 571 mieszkańców. We wsi znajduje się stacja kolejowa.